# River Loddon
River Loddon är ett vattendrag i Storbritannien.   Det ligger i riksdelen England, i den södra delen av landet, 50 km väster om huvudstaden London.